# ハスモン・バリス

紀元前37年頃のエルサレム。右上のSecond wall外側がバリス。

ハスモン・バリスとは、ハスモン朝ユダヤの時代に存在した、エルサレムの神殿の丘北部に建てられた砦である。

## 歴史
ネヘミヤは神殿の丘の上もしくは隣接した位置にある"birah"について言及している。これはアリステアス書簡に記載されているプトレマイオスのバリスと呼ばれるヘレニズム風の要塞もしくはその前身として同定される。この構造がマカバイ戦争間にセレウコス朝によって破壊されたかははっきりしていない。
ハスモン・バリスは紀元前2世紀後半にハスモン朝によって、この要塞の遺構の再建もしくは再利用によって要塞および邸宅として建てられた。それはいくつかの高い塔を有した長方形の建物であったこと以外、その構造のほとんどは知られていない。塔の1つは「ストラトーンの塔」として知られている。大祭司はバリスに居住し、ヨセフスによれば、ヨハネ・ヒルカノス1世はエルサレムの上の町にある宮殿で過ごすよりも多くの時間をバリスで費やしたと報告している。バリスは神殿の丘と地下通路で連絡されており、大祭司の祭服もバリスに保管されていた。バリスは紀元前63年のポンペイウスによるエルサレム攻囲戦における戦場となり、ローマ軍の包囲によって塔の一つが倒された。ヘロデ朝の時代にハスモン・バリスは再建され、ヘロデの後援者であったマルクス・アントニウスにちなんでアントニア要塞と改名された。

## 考古学
神殿の丘北部のいくつかの遺構は暫定的にハスモン・バリスと同定された。考古学的には、この砦はヨセフスの記述通り神殿の丘の北西の角近くにあったに違いないとの合意が得られている。神殿の丘の壁の内側における考古学的な発掘調査の許可申請がこの地域を管理するワクフによって拒否されたため、現在の証拠からはバリスの正確な範囲と境界を明確にすることができていない。